# Раис
Раи́с (араб. رَئِيس‎ [ra.ʔiːs] — «глава», «председатель», «начальник», от корня ر ء س r-ʾ-s — «голова») — титул арабского происхождения.
Раис часто переводят как «президент» с арабского языка и как «глава, начальник, руководитель» с персидского языка. Говорящие на суахили также могут использовать его для обозначения президента. Османско-турецкая форма титула — тур. reis, обозначающая капитана («капитан» — термин с идентичной этимологией, происходящий от латинского caput, «голова»). Термин имеет доисламское происхождение. Он может использоваться как лакаб — почётный титул в составе арабского имени. В центральных регионах арабского мира этот термин первоначально означал деревенского старосту.

## Британская Индия
В Британской Индии земельная знать в мусульманских сообществах использовала слово «раис» для описания своего аристократического положения в обществе. Термин «раис» также часто использовался мусульманами при оформлении передачи имущества в вакф: хотя слово «раис» означало «вождь», в юридических документах слово использовалось в контексте упоминания землевладельцев.

## Урду
Из арабского языка через персидский это слово пришло в урду, и обозначает лицо, принадлежащее к знатной аристократии.

## Палестина
Термин «раис» используется для обозначения председателя Палестинской национальной администрации.

## Россия
С 6 февраля 2023 года должность президента Татарстана по конституции Татарстана была переименована в «Глава (Раис) Республики Татарстан», а сокращённое название должности — «Раис Республики Татарстан».